# Толстов, Сергей Евлампиевич
Сергей Евла́мпиевич Толсто́в (8 октября 1849 — март 1921) — генерал от кавалерии, наказной атаман Терского казачьего войска, начальник Терской области в 1900—1905 годах.

## Биография
Родился в посёлке Тополинском станицы Орловской в семье уральского казачьего офицера, георгиевского кавалера Евлампия Кирилловича Толстова.
В 1862—1867 г. учился в 1-м Московском кадетском корпусе (позднее 1-я Московская военная гимназия). По окончании корпуса в 1867 г. продолжил военное образование в 3-м Александровском военном училище, которое и окончил по 1-му разряду в 1869 г. В этих военно-учебных заведениях он учился за счёт Уральского казачьего войска.
В августе 1869 г. он был произведён в чин хорунжего и направлен в Уральское казачье войско. С 1 сентября 1869 г. по апрель 1870 г. занимал должность учителя Уральского Войскового училища. Потом служил в Туркестанском военном округе; в 1870 г. участвовал в походе отряда полковника Саранчова против адаевцев, за что 21 августа 1870 г. был произведён в сотники. 18 декабря 1872 г. ему присвоен чин есаула. В декабре 1872 г. Сергей Евлампиевич вернулся на Урал.
Уже в феврале 1873 г. С. Е. Толстов находится в Хивинском походе, в должности командира 2-й Уральской сотни, которая принимала участие во взятии Хивы. 24 октября 1873 г. он возвращается в Уральск. За отличия в походе награждён медалью «За Хивинский поход» и орденом Святого Станислава 3-й степени с мечами и бантом. 18 января 1874 г. произведён в чин войскового старшины.
С августа 1878 г. во главе 1-го Уральского казачьего полка, С. Е. Толстов находился в действующей армии, принимавшей участие в Русско-Турецкой войне. В октябре 1878 — марте 1879 г. его полк входил в состав Сюльбюкумского отряда и был прикомандирован к IX армейскому корпусу. С 26 марта 1879 г. полк был в составе оккупационных войск, находившихся в княжестве Болгарском и только 25 июня 1879 г. вернулся в Россию. За участие в турецкой кампании Сергей Толстов был награждён 20 сентября 1880 г. орденом Святой Анны 3 степени с мечами, а 26 февраля 1881 г. произведён в полковники. В 1882 году 1-й Уральский казачий полк был зачислен в состав 9-й кавалерийской дивизии, штаб полка стал располагаться в г. Лохвица, Полтавской губернии.
В мае 1883 г. полковник Толстов назначается начальником гарнизона войск в городе Лохвица, где прослужил до февраля 1888 г. За время службы в Лохвице награждён орденом Святого Станислава 2 степени и орденом Святой Анны 2 степени. В феврале 1888 г. был назначен атаманом 3-го Калмыковского военного отдела Уральского Войска (в 1891 г. этот отдел стал именоваться 2-м), а в июле того же года одновременно получает должность начальника гарнизона г. Калмыкова.
Сергей Евлампиевич пользовался авторитетом среди казаков. Он, единственный из председателей, четырежды (в 1888—1892 г.) избирался Председателем съезда выборных от станичных обществ УКВ. В 1889 г. С. Е. Толстов назначен председателем распорядительного комитета Уральского Войскового собрания, а также попечителем и старостой высочайше пожалованной Войску в тот год походной церкви. В 1890 г. он был награждён орденом Святого Владимира 4-й степени.
Сергей Евлампиевич выбирался багрённым атаманом Войска на багрённом рыболовстве, и в 1889—1890 г. был командирован в Санкт-Петербург для доставки презента от Уральского Войска к Высочайшему двору (красной рыбы и чёрной икры). В 1891 г., по случаю празднования 300-летнего юбилея Войска, С. Е. Толстов временно назначается командующим 2-й бригадой льготных полков, и в этом качестве отдает рапорт прибывшему на празднование в Уральск цесаревичу Николаю Александровичу. В 1893 г. за отличие по службе С. Е. Толстов произведён в чин генерал-майора.
7 июня 1895 г. Сергей Евлампиевич получил назначение командующим Западно-Сибирской казачьей бригадой, а 12 октября 1895 г., стал дополнительно и начальником гарнизона г. Джаркента. Указанная бригада, впоследствии развёрнутая во 2-ю Сибирскую казачью дивизию, успешно охраняла российско-китайскую границу на протяжении 2 тысяч километров. В 1896 г. С. Е. Толстова награждают орденом Святого Владимира 3-й степени и серебряной медалью «В память царствования Александра III»; а в 1898 г. — серебряной медалью «За походы в Средней Азии». В 1899 году награждён орденом Святого Станислава 1-й степени.
С 1900 по 1905 г. Толстов С. Е. — наказной атаман Терского казачьего войска. В 1901 г. он получает чин генерал-лейтенанта, с утверждением в занимаемой им атаманской должности. В 1903 г. награждается орденом Святой Анны 1-й степени. Но в 1905 г., из-за возникшего конфликта с наместником императора на Кавказе генерал-адъютантом графом Воронцовым-Дашковым И. И., был вынужден выйти в отставку, с производством в чин генерала от кавалерии.
На протяжении нескольких лет своей жизни С. Е. Толстов выступал с предложением по созданию нового, 12-го казачьего войска — Тихоокеанского, которое, по мысли Толстова, должно было располагаться от Хабаровска до Чукотки, замкнув цепь казачьих войск, стоящих на границах России и в результате все рубежи страны были бы надежно защищены сплошной линией казачьих войск. Но эта инициатива не нашла должной поддержки у тогдашнего военного руководства и не была воплощена в жизнь.
После отставки в 1905 г. Сергей Евлампиевич переехал в г. Уральск и приобрёл для жизни одноэтажный дом на Большой Михайловской улице (ныне проспект Достык (Дружбы)), сохранившийся до сих пор.

## Семья
В 1874 году Сергей Евлампиевич женился на дочери войскового старшины Сычугова, Марии Павловне, учительнице музыки.
У Сергея Евлампиевича было семеро детей: Алексей (р.1875 г.), Павел (р.1878 г.), Мария (р.1880 г.), Анна (р.1881 г.), Владимир (р.1884 г.), Лидия (р.1886 г.) и Михаил (р.1889 г.). Все они, кроме Владимира и Лидии, родились в Уральске. (Владимир и Лидия родились в г. Лохвица Полтавской губернии).

## Последние годы жизни
В 1918 году переехал в Гурьев, подальше от ужасов Гражданской войны.
В конце 1919 году он эвакуируется по Каспийскому морю в форт Александровский. В апреле 1920 г., красные части занимают форт Александровский и он вместе с супругой решает сдаться на милость победителям, хотя имел возможность уйти в эмиграцию вместе с сыном, генералом В. С. Толстовым, последним атаманом Уральского казачьего войска. Как рассказывали потомки атамана, проживающие в Австралии, на предложение уйти из форта он ответил: «Пусть лучше мои кости зароют здесь, на Родине».
Был увезëн красными в Москву и после допросов в ЧК отправлен в концентрационный лагерь на Северной Двине. Здесь в марте 1921 году, на 72 году жизни, его расстреляли. Супруга его, Мария Павловна, умерла в феврале 1921 года в городе Баку.

## Награды
- Серебряная Медаль «За Хивинский поход» 1873 г."
- Орден Святой Анны III степени с мечами
- Орден Святого Станислава III степени с мечами и бантом
- Орден Святой Анны II степени с мечами
- Орден Святого Станислава II степени
- Орден Святого Владимира IV степени
- Орден Святого Владимира III степени
- Серебряная Медаль «В память царствования императора Александра III»
- Серебряная Медаль «За походы в Средней Азии 1853—1895»
- Орден Святого Станислава I степени
- Орден Святой Анны I степени